# Municipio de Yablanitsa
El municipio de Yablanitsa es un municipio de la provincia de Lovech, Bulgaria, con una población estimada a final del año 2017 de 5786 habitantes. 
Se encuentra ubicado en el centro-norte del país, cerca de la frontera con Rumania. Su capital es la ciudad de Yablanitsa.